# Алиш, Абдулла
Абдулла́ Али́ш  (тат. Абдулла Алиш,  Abdulla Aliş), Абдулла Бариевич Алишев (тат. Абдуллаҗан Габделбари улы Алишев, Abdullacan Ğäbdelbarıy ulı Alişev; 15 сентября 1908, деревня Каюки, Спасский уезд, Казанская губерния — 25 августа 1944, Берлин) — татарский советский поэт, писатель, автор сборников рассказов для детей, стихотворений, драматических произведений.

## Биография
Родился в 1908 году. В 1927 году поступил в Казанский землеустроительный техникум. Работал мелиоратором и строителем. В 1933 г. перешёл на журналистскую работу, ответственный секретарь журнала «Пионер каляме» (Перо пионера). В 1938—1941 гг. учёба в Казанском педагогическом институте.
С 1939 г. — член Союза писателей СССР. Сохранилась характеристика на писателя, данная ответственным секретарем Союза советских писателей ТАССР Мусой Джалилем в 1939 г. Он писал: «Произведения писателя А. Алиша отличаются легкостью языка, занимательностью и всегда содержательны. Он заслуженно пользуется авторитетом среди татарских советских школьников». В 1941 году, перед самой войной, был редактором татарского радиокомитета.
С начала войны Абдулла Алиш находился на фронте. В октябре 1941 года под Брянском был взят в плен и брошен в концлагерь, где встретился с Мусой Джалилем; попал в легион «Идель-Урал». За участие в подпольной организации казнён на гильотине 25 августа 1944 года в тюрьме Плётцензее в Берлине.
В 1965 году Казанскому дворцу пионеров было присвоено его имя.

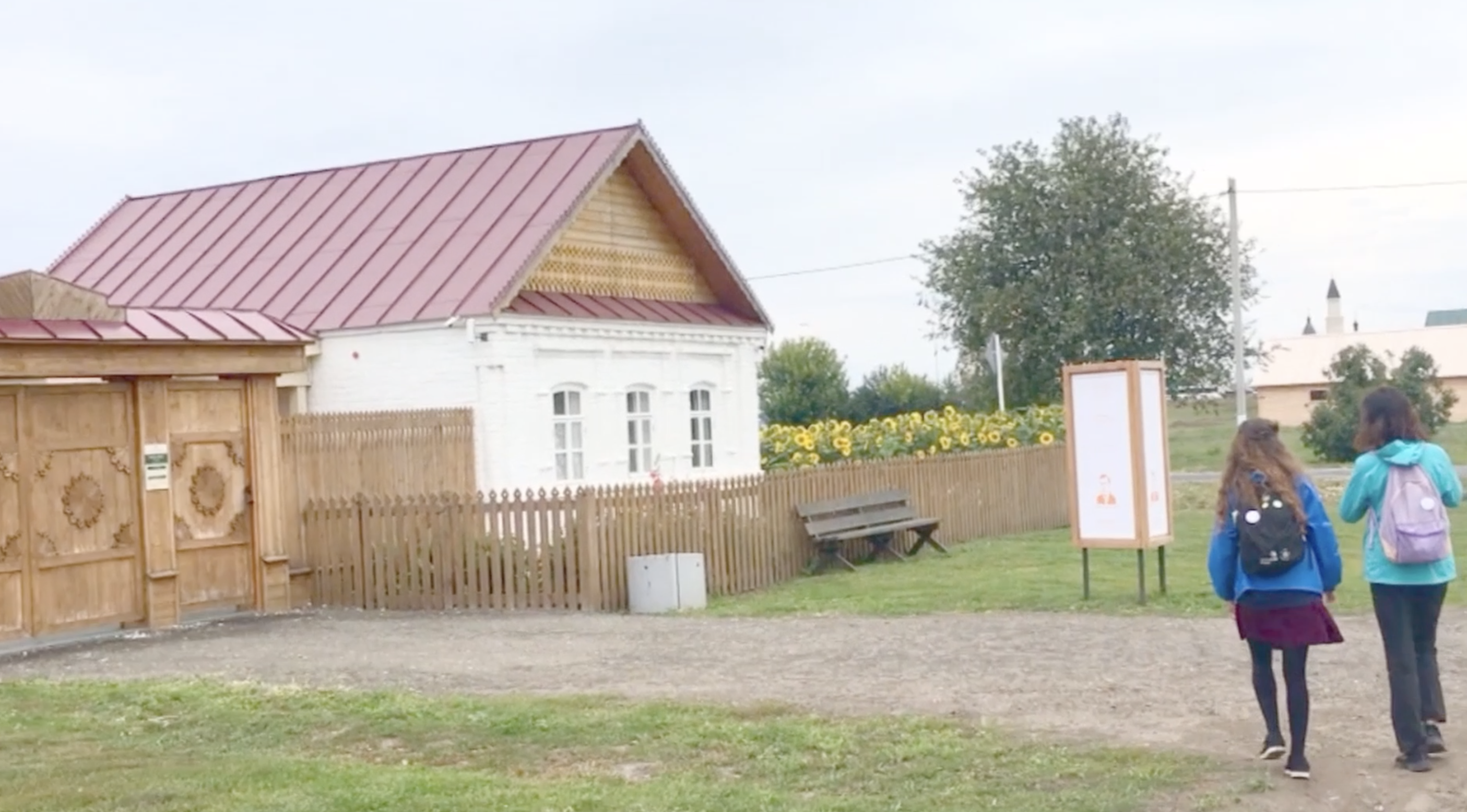
Музей Абдуллы Алиша в Болгаре, Республика Татарстан, Россия

## Творчество
В 1931 опубликовал сборник рассказов «Знамя пионерского отряда». Повесть «У Светлого озера» (1933), сборники рассказов «Волны» (1934) и «Клятва» (1935), сборники стихов «Вдвоём с Ильгизом» (1940) и «Мой брат» (1940) занимают значительное место в татарской детской литературе. Книга «Мамины сказки» (1940) не раз переиздавалась на русском языке.
Написал пьесы «Маленький узник», «Болтливая утка» (Казанский театр кукол). Совместно с Абдуллой Ахметом написал в 1934-35 пьесы «Соседи» и «Звезда» В плену писал стихи, выражающие преданность своему народу («Отчизна» «Песня о смерти», «Родная деревня», «Песнь о себе» и др.)

## Память
В Казани, на площади 1 Мая у Спасской башни Казанского Кремля, установлен монументальный комплекс-мемориал со стелой с барельефами десяти его соратников по группе Курмашева и памятником Мусе Джалилю.
В 2002 году в музей движения Сопротивления (соседнее помещение музея тюрьмы Плётцензее в Берлине) вошёл стенд, посвящённый двум татарским писателям — Мусе Джалилю и Абдулле Алишу.
В 2018 году в городе Болгар на территории Болгарского историко-археологического комплекса был открыт музей Абдуллы Алиша.